# تينركوك
تينركوك إحدى بلديات ولاية تيميمون بالجنوب الغربي للجزائر، وهي على رغم بساطتها من الناحية العمرانية إلا أن لها رصيد تاريخي زاخر وثرات ثقافي غني، كما تعتبر نقطة إستراتيجية هامة في منطقة الجنوب الغربي للجزائر حيث أن موقعها يسمح لها بأن تتوسط ثلاث ولايات رئيسة هي ولاية أدرار وولاية غردايةوولاية البيض التي لايفصلها عنها سوى 360 كلم حيث تم إنشاء طريق رابط بين البيض وتنركوك وهو الطريق الذي طال انتظاره من أهالي المنطقة لأنه يعتبر في الحقيقة جسراً هاماً للتواصل مع باقي مناطق الوطن بيسر كما أنه ينعش كثيراً النشاطات التجارية، لأن منطقة تينركوك لها إنتاج وافر من التمور تستطيع من خلاله تموين مناطق عديدة في التراب الوطني، وتعرف في الآونة الأخيرة مزاولة فلاحي المنطقة لمجال زراعة الخضروات بشتى أنواعها مما ساهم في تحقيق الاكتفاء الذاتي للمنطقة، كما لها رصيد هام من السياحة لما تحتويه من مواقع أثرية قيمة.